# Батерст (парафія, Нью-Брансвік)
Батерст (англ. Bathurst) — парафія в Канаді, у провінції Нью-Брансвік, у складі графства Глостер.

## Населення
За даними перепису 2016 року, парафія нараховувала 4797 осіб, показавши скорочення на 3,7%, порівняно з 2011-м роком. Середня густина населення становила 3,2 осіб/км².
З офіційних мов обидвома одночасно володіли 2 940 жителів, тільки англійською — 1 525, тільки французькою — 310, а 5 — жодною з них. Усього 30 осіб вважали рідною мовою не одну з офіційних.
Працездатне населення становило 56,8% усього населення, рівень безробіття — 14,8% (20,2% серед чоловіків та 9% серед жінок). 89,4% осіб були найманими працівниками, а 7,3% — самозайнятими.
Середній дохід на особу становив $39 609 (медіана $29 938), при цьому для чоловіків — $48 975, а для жінок $29 982 (медіани — $37 646 та $23 776 відповідно).
28,4% мешканців мали закінчену шкільну освіту, не мали закінченої шкільної освіти — 26,9%, 44,7% мали післяшкільну освіту, з яких 18,8% мали диплом бакалавра, або вищий.
| Статево-вікова структура населення | Статево-вікова структура населення | Статево-вікова структура населення | Статево-вікова структура населення | Статево-вікова структура населення |
| ---------------------------------- | ---------------------------------- | ---------------------------------- | ---------------------------------- | ---------------------------------- |
|                                    |                                    |                                    |                                    |                                    |
| Всього                             | Всього                             | 50,5%49,5%                         |                                    |                                    |
| 0 — 14 років                       | 0 — 14 років                       |                                    | 11,8%                              | 11,8%                              |
| 15 — 64 років                      | 15 — 64 років                      |                                    | 67,3%                              | 67,3%                              |
| 65 і більше                        | 65 і більше                        |                                    | 20,9%                              | 20,9%                              |
| 85 і більше                        | 85 і більше                        |                                    | 0,9%                               | 0,9%                               |
| Середній вік (років)               | Середній вік (років)               | 46,146,0                           | 46,0                               | 46,0                               |
| Медіана (років)                    | Медіана (років)                    | 50,1                               | 50,1                               | 50,1                               |
| — чоловіки — жінки                 |                                    |                                    |                                    |                                    |

| Походження мешканців:     | Походження мешканців:     | Походження мешканців: | Походження мешканців: | Походження мешканців: |
| ------------------------- | ------------------------- | --------------------- | --------------------- | --------------------- |
| Походження                |                           |                       | осіб                  | %                     |
| Корінні американці        | Корінні американці        |                       | 365                   | 7.63%                 |
| Інше північноамериканське | Інше північноамериканське |                       | 3 070                 | 64.16%                |
| Європейське               | Європейське               |                       | 2 600                 | 54.34%                |
| британське                | британське                |                       | 1 645                 | 34.38%                |
| французьке                | французьке                |                       | 1 400                 | 29.26%                |
| українське                | українське                |                       | 20                    | 0.42%                 |
| Латинськоамериканське     | Латинськоамериканське     |                       | 10                    | 0.21%                 |
| Африканське               | Африканське               |                       | 15                    | 0.31%                 |
| Азійське                  | Азійське                  |                       | 80                    | 1.67%                 |

| Зайнятість населення за галузями (за класифікацією NOC): | Зайнятість населення за галузями (за класифікацією NOC): | Зайнятість населення за галузями (за класифікацією NOC): | Зайнятість населення за галузями (за класифікацією NOC): | Зайнятість населення за галузями (за класифікацією NOC): |
| -------------------------------------------------------- | -------------------------------------------------------- | -------------------------------------------------------- | -------------------------------------------------------- | -------------------------------------------------------- |
|                                                          |                                                          |                                                          |                                                          |                                                          |
| Управління                                               | Управління                                               |                                                          | 8,4%                                                     | 8,4%                                                     |
| Бізнес, фінанси та адміністрування                       | Бізнес, фінанси та адміністрування                       |                                                          | 15,8%                                                    | 15,8%                                                    |
| Природничі та прикладні науки                            | Природничі та прикладні науки                            |                                                          | 4,3%                                                     | 4,3%                                                     |
| Охорона здоров'я                                         | Охорона здоров'я                                         |                                                          | 6,9%                                                     | 6,9%                                                     |
| Освіта, правозахист, муніципальні та урядові служби      | Освіта, правозахист, муніципальні та урядові служби      |                                                          | 9,1%                                                     | 9,1%                                                     |
| Мистецтво, культура, відпочинок та спорт                 | Мистецтво, культура, відпочинок та спорт                 |                                                          | 1,1%                                                     | 1,1%                                                     |
| Роздрібна торгівля та послуги                            | Роздрібна торгівля та послуги                            |                                                          | 22,7%                                                    | 22,7%                                                    |
| Гуртова торгівля, транспорт та обладнання                | Гуртова торгівля, транспорт та обладнання                |                                                          | 21,2%                                                    | 21,2%                                                    |
| Природні ресурси, сільське господарство                  | Природні ресурси, сільське господарство                  |                                                          | 6,7%                                                     | 6,7%                                                     |
| Виробництво                                              | Виробництво                                              |                                                          | 3,5%                                                     | 3,5%                                                     |

## Клімат
Середня річна температура становить 3,6°C, середня максимальна – 21,8°C, а середня мінімальна – -17,6°C. Середня річна кількість опадів – 1 094 мм.
| Клімат поселення                              | Клімат поселення | Клімат поселення | Клімат поселення | Клімат поселення | Клімат поселення | Клімат поселення | Клімат поселення | Клімат поселення | Клімат поселення | Клімат поселення | Клімат поселення | Клімат поселення | Клімат поселення |
| Показник                                      | Січ.             | Лют.             | Бер.             | Квіт.            | Трав.            | Черв.            | Лип.             | Серп.            | Вер.             | Жовт.            | Лист.            | Груд.            |                  |
| Середній максимум, °C                         | −5,57            | −4,33            | 1,13             | 7,34             | 14,50            | 20,26            | 21,84            | 21,11            | 15,98            | 10,02            | 3,86             | −3,93            |                  |
| Середня температура, °C                       | −11,57           | −10,33           | −4,86            | 1,32             | 8,50             | 14,26            | 17,95            | 17,22            | 12,10            | 6,12             | −0,03            | −7,82            |                  |
| Середній мінімум, °C                          | −17,58           | −16,32           | −10,87           | −4,67            | 2,51             | 8,27             | 14,07            | 13,33            | 8,22             | 2,23             | −3,92            | −11,7            |                  |
| Норма опадів, мм                              | 91               | 64               | 82               | 83               | 97               | 91               | 107              | 107              | 85               | 99               | 98               | 90               |                  |
| Середньомісячна швидкість вітру, м/с          | 4.35             | 4.32             | 4.29             | 4.08             | 3.76             | 3.41             | 3.07             | 3.10             | 3.38             | 3.81             | 4.01             | 4.24             |                  |
| Середньомісячна сонячна радіація, кДж/м²·день | 4902             | 8337             | 12203            | 15474            | 18332            | 20232            | 19529            | 17189            | 12551            | 7805             | 4613             | 3701             |                  |
| --------------------------------------------- | ---------------- | ---------------- | ---------------- | ---------------- | ---------------- | ---------------- | ---------------- | ---------------- | ---------------- | ---------------- | ---------------- | ---------------- | ---------------- |
| Джерело:                                      |                  |                  |                  |                  |                  |                  |                  |                  |                  |                  |                  |                  |                  |